# Llista d'asteroides/213001-213100
| Nom      | Designació provisional | Data de descobriment   | Lloc de descobriment | Descobridor/s                        |
| -------- | ---------------------- | ---------------------- | -------------------- | ------------------------------------ |
| 213001 - | 1981 EP3               | 2 de març de 1981      | Siding Spring        | S. J. Bus                            |
| 213002 - | 1982 QF4               | 22 d'agost de 1982     | Siding Spring        | A. Lowe                              |
| 213003 - | 1992 EC23              | 1 de març de 1992      | La Silla             | UESAC                                |
| 213004 - | 1992 SJ7               | 26 de setembre de 1992 | Kitt Peak            | Spacewatch                           |
| 213005 - | 1993 RC                | 11 de setembre de 1993 | Stroncone            | A. Vagnozzi                          |
| 213006 - | 1994 SL5               | 28 de setembre de 1994 | Kitt Peak            | Spacewatch                           |
| 213007 - | 1995 BP8               | 29 de gener de 1995    | Kitt Peak            | Spacewatch                           |
| 213008 - | 1995 DB3               | 24 de febrer de 1995   | Siding Spring        | R. H. McNaught                       |
| 213009 - | 1995 FB15              | 27 de març de 1995     | Kitt Peak            | Spacewatch                           |
| 213010 - | 1995 OW4               | 22 de juliol de 1995   | Kitt Peak            | Spacewatch                           |
| 213011 - | 1995 OT12              | 22 de juliol de 1995   | Kitt Peak            | Spacewatch                           |
| 213012 - | 1995 SA12              | 18 de setembre de 1995 | Kitt Peak            | Spacewatch                           |
| 213013 - | 1995 SN25              | 19 de setembre de 1995 | Kitt Peak            | Spacewatch                           |
| 213014 - | 1995 SS41              | 25 de setembre de 1995 | Kitt Peak            | Spacewatch                           |
| 213015 - | 1995 SE50              | 26 de setembre de 1995 | Kitt Peak            | Spacewatch                           |
| 213016 - | 1995 SX51              | 26 de setembre de 1995 | Kitt Peak            | Spacewatch                           |
| 213017 - | 1995 SO81              | 22 de setembre de 1995 | Kitt Peak            | Spacewatch                           |
| 213018 - | 1995 UD11              | 17 d'octubre de 1995   | Kitt Peak            | Spacewatch                           |
| 213019 - | 1995 UE58              | 17 d'octubre de 1995   | Kitt Peak            | Spacewatch                           |
| 213020 - | 1995 UK82              | 28 d'octubre de 1995   | Kitt Peak            | Spacewatch                           |
| 213021 - | 1995 VK6               | 14 de novembre de 1995 | Kitt Peak            | Spacewatch                           |
| 213022 - | 1995 VG17              | 15 de novembre de 1995 | Kitt Peak            | Spacewatch                           |
| 213023 - | 1995 WK18              | 17 de novembre de 1995 | Kitt Peak            | Spacewatch                           |
| 213024 - | 1995 WX21              | 17 de novembre de 1995 | Kitt Peak            | Spacewatch                           |
| 213025 - | 1996 FL8               | 19 de març de 1996     | Kitt Peak            | Spacewatch                           |
| 213026 - | 1996 HZ5               | 17 d'abril de 1996     | Kitt Peak            | Spacewatch                           |
| 213027 - | 1996 VZ6               | 2 de novembre de 1996  | Xinglong             | Beijing Schmidt CCD Asteroid Program |
| 213028 - | 1996 VN9               | 3 de novembre de 1996  | Kitt Peak            | Spacewatch                           |
| 213029 - | 1997 BF5               | 31 de gener de 1997    | Kitt Peak            | Spacewatch                           |
| 213030 - | 1997 GN7               | 2 d'abril de 1997      | Socorro              | LINEAR                               |
| 213031 - | 1997 OB                | 25 de juliol de 1997   | Caussols             | ODAS                                 |
| 213032 - | 1997 TX3               | 3 d'octubre de 1997    | Caussols             | ODAS                                 |
| 213033 - | 1997 UT15              | 23 d'octubre de 1997   | Kitt Peak            | Spacewatch                           |
| 213034 - | 1997 WL5               | 23 de novembre de 1997 | Kitt Peak            | Spacewatch                           |
| 213035 - | 1997 WV5               | 23 de novembre de 1997 | Kitt Peak            | Spacewatch                           |
| 213036 - | 1997 WD45              | 29 de novembre de 1997 | Socorro              | LINEAR                               |
| 213037 - | 1998 FY7               | 20 de març de 1998     | Kitt Peak            | Spacewatch                           |
| 213038 - | 1998 FV128             | 22 de març de 1998     | Socorro              | LINEAR                               |
| 213039 - | 1998 GV2               | 2 d'abril de 1998      | Socorro              | LINEAR                               |
| 213040 - | 1998 HY1               | 19 d'abril de 1998     | Kitt Peak            | Spacewatch                           |
| 213041 - | 1998 HJ22              | 20 d'abril de 1998     | Socorro              | LINEAR                               |
| 213042 - | 1998 HJ96              | 21 d'abril de 1998     | Socorro              | LINEAR                               |
| 213043 - | 1998 KB17              | 24 de maig de 1998     | Kitt Peak            | Spacewatch                           |
| 213044 - | 1998 OG10              | 26 de juliol de 1998   | La Silla             | E. W. Elst                           |
| 213045 - | 1998 OL15              | 26 de juliol de 1998   | Kitt Peak            | Spacewatch                           |
| 213046 - | 1998 QA85              | 24 d'agost de 1998     | Socorro              | LINEAR                               |
| 213047 - | 1998 SJ75              | 21 de setembre de 1998 | La Silla             | E. W. Elst                           |
| 213048 - | 1998 SE99              | 26 de setembre de 1998 | Socorro              | LINEAR                               |
| 213049 - | 1998 SY130             | 26 de setembre de 1998 | Socorro              | LINEAR                               |
| 213050 - | 1998 TS3               | 12 d'octubre de 1998   | Ondrejov             | L. Sarounova                         |
| 213051 - | 1998 UZ17              | 19 d'octubre de 1998   | Xinglong             | Beijing Schmidt CCD Asteroid Program |
| 213052 - | 1998 VV                | 10 de novembre de 1998 | Socorro              | LINEAR                               |
| 213053 - | 1998 WT30              | 24 de novembre de 1998 | Kitt Peak            | Spacewatch                           |
| 213054 - | 1999 AW15              | 9 de gener de 1999     | Kitt Peak            | Spacewatch                           |
| 213055 - | 1999 AL30              | 14 de gener de 1999    | Kitt Peak            | Spacewatch                           |
| 213056 - | 1999 JA14              | 13 de maig de 1999     | Socorro              | LINEAR                               |
| 213057 - | 1999 RD198             | 12 de juliol de 1999   | Socorro              | LINEAR                               |
| 213058 - | 1999 RJ7               | 3 de setembre de 1999  | Kitt Peak            | Spacewatch                           |
| 213059 - | 1999 RG42              | 14 de setembre de 1999 | Ondrejov             | P. Pravec i P. Kusnirak              |
| 213060 - | 1999 RU50              | 7 de setembre de 1999  | Socorro              | LINEAR                               |
| 213061 - | 1999 RB64              | 7 de setembre de 1999  | Socorro              | LINEAR                               |
| 213062 - | 1999 RY82              | 7 de setembre de 1999  | Socorro              | LINEAR                               |
| 213063 - | 1999 RH94              | 7 de setembre de 1999  | Socorro              | LINEAR                               |
| 213064 - | 1999 RX121             | 9 de setembre de 1999  | Socorro              | LINEAR                               |
| 213065 - | 1999 RT127             | 9 de setembre de 1999  | Socorro              | LINEAR                               |
| 213066 - | 1999 RX133             | 9 de setembre de 1999  | Socorro              | LINEAR                               |
| 213067 - | 1999 ST15              | 30 de setembre de 1999 | Catalina             | CSS                                  |
| 213068 - | 1999 SU23              | 30 de setembre de 1999 | Kitt Peak            | Spacewatch                           |
| 213069 - | 1999 TX17              | 4 d'octubre de 1999    | Xinglong             | Beijing Schmidt CCD Asteroid Program |
| 213070 - | 1999 TU50              | 4 d'octubre de 1999    | Kitt Peak            | Spacewatch                           |
| 213071 - | 1999 TW51              | 4 d'octubre de 1999    | Kitt Peak            | Spacewatch                           |
| 213072 - | 1999 TJ79              | 11 d'octubre de 1999   | Kitt Peak            | Spacewatch                           |
| 213073 - | 1999 TE90              | 2 d'octubre de 1999    | Socorro              | LINEAR                               |
| 213074 - | 1999 TH90              | 2 d'octubre de 1999    | Socorro              | LINEAR                               |
| 213075 - | 1999 TK90              | 2 d'octubre de 1999    | Socorro              | LINEAR                               |
| 213076 - | 1999 TY115             | 4 d'octubre de 1999    | Socorro              | LINEAR                               |
| 213077 - | 1999 TY116             | 4 d'octubre de 1999    | Socorro              | LINEAR                               |
| 213078 - | 1999 TG131             | 6 d'octubre de 1999    | Socorro              | LINEAR                               |
| 213079 - | 1999 TL132             | 6 d'octubre de 1999    | Socorro              | LINEAR                               |
| 213080 - | 1999 TQ133             | 6 d'octubre de 1999    | Socorro              | LINEAR                               |
| 213081 - | 1999 TP137             | 6 d'octubre de 1999    | Socorro              | LINEAR                               |
| 213082 - | 1999 TG138             | 6 d'octubre de 1999    | Socorro              | LINEAR                               |
| 213083 - | 1999 TV159             | 9 d'octubre de 1999    | Socorro              | LINEAR                               |
| 213084 - | 1999 TN169             | 10 d'octubre de 1999   | Socorro              | LINEAR                               |
| 213085 - | 1999 TL218             | 15 d'octubre de 1999   | Socorro              | LINEAR                               |
| 213086 - | 1999 TF230             | 3 d'octubre de 1999    | Anderson Mesa        | LONEOS                               |
| 213087 - | 1999 TS230             | 5 d'octubre de 1999    | Anderson Mesa        | LONEOS                               |
| 213088 - | 1999 TJ247             | 8 d'octubre de 1999    | Catalina             | CSS                                  |
| 213089 - | 1999 TS251             | 10 d'octubre de 1999   | Socorro              | LINEAR                               |
| 213090 - | 1999 TY282             | 9 d'octubre de 1999    | Socorro              | LINEAR                               |
| 213091 - | 1999 TH297             | 2 d'octubre de 1999    | Catalina             | CSS                                  |
| 213092 - | 1999 UC19              | 30 d'octubre de 1999   | Kitt Peak            | Spacewatch                           |
| 213093 - | 1999 UM47              | 29 d'octubre de 1999   | Kitt Peak            | Spacewatch                           |
| 213094 - | 1999 VD17              | 2 de novembre de 1999  | Kitt Peak            | Spacewatch                           |
| 213095 - | 1999 VV43              | 1 de novembre de 1999  | Catalina             | CSS                                  |
| 213096 - | 1999 VA88              | 3 de novembre de 1999  | Socorro              | LINEAR                               |
| 213097 - | 1999 VR100             | 9 de novembre de 1999  | Socorro              | LINEAR                               |
| 213098 - | 1999 VJ120             | 4 de novembre de 1999  | Kitt Peak            | Spacewatch                           |
| 213099 - | 1999 VZ179             | 6 de novembre de 1999  | Socorro              | LINEAR                               |
| 213100 - | 1999 VW183             | 14 de novembre de 1999 | Socorro              | LINEAR                               |